# ニューブランズウィック州

ニューブランズウィック州
New Brunswick
Nouveau-Brunswick

| ニューブランズウィック州の旗 | ニューブランズウィック州の州章 |
| ---------------------------- | ------------------------------ |
| （州旗）                     | （州章）                       |

モットー: ラテン語："Spem reduxit"
（英語：Hope restored）

| 基本データ                                 |                                                                         |
| 州花                                       | ムラサキスミレ                                                          |
| 州木                                       | バルサムモミ（英語版）                                                  |
| 州鳥                                       | アメリカコガラ                                                          |
| 州都                                       | フレデリクトン                                                          |
| 最大の都市                                 | モンクトン                                                              |
| 州の公用語                                 | 英語、アカディア・フランス語（英語版） （唯一公用語がバイリンガルの州） |
| 面積 - 総計 - 陸地 - 水域（割合） 最高標高 | （国内第11位） 72,908 km² 71,450 km² 1,458 km² (2.0%) 817 m             |
| 人口（2021年） - 総計 - 人口密度           | （国内第8位） 775,610 人 10.6 人/km²                                    |
| GDP（2011年） - 州合計 - 1人当たり         | （国内第9位） 321億8,000万[1]カナダドル 4万2,606カナダドル              |
| 連邦政府加入 - 順番 - 加入年月日           | 1番目 1867年7月1日                                                      |
| 時間帯                                     | 大西洋標準時（AST、UTC-4） 大西洋夏時間（ADT、UTC-3）                   |
| 郵便コード 郵便番号 ISO 3166-2:CA          | NB E CA-NB                                                              |
| 公式サイト                                 | https://www.gnb.ca/                                                     |
| 行政                                       |                                                                         |
| 副総督                                     | ルイーズ・インボー（英語版）                                            |
| 州首相                                     | スーザン・ホルト（英語版）（自由党）                                    |
| カナダ議会 -下院議席数 -上院議席数         | 10                                                                      |

| 母語話者（ニューブランズウィック州） 2011 | 母語話者（ニューブランズウィック州） 2011 | 母語話者（ニューブランズウィック州） 2011 | 母語話者（ニューブランズウィック州） 2011 | 母語話者（ニューブランズウィック州） 2011 |
| ----------------------------------------- | ----------------------------------------- | ----------------------------------------- | ----------------------------------------- | ----------------------------------------- |
|                                           |                                           |                                           |                                           |                                           |
| 英語                                      | 英語                                      |                                           | 65.58%                                    | 65.58%                                    |
| アカディア・フランス語                    | アカディア・フランス語                    |                                           | 31.90%                                    | 31.90%                                    |

| 人種構成（ニューブランズウィック州） 2006 | 人種構成（ニューブランズウィック州） 2006 | 人種構成（ニューブランズウィック州） 2006 | 人種構成（ニューブランズウィック州） 2006 | 人種構成（ニューブランズウィック州） 2006 |
| ----------------------------------------- | ----------------------------------------- | ----------------------------------------- | ----------------------------------------- | ----------------------------------------- |
|                                           |                                           |                                           |                                           |                                           |
| 白人                                      | 白人                                      |                                           | 95.7%                                     | 95.7%                                     |
| 先住民                                    | 先住民                                    |                                           | 2.5%                                      | 2.5%                                      |
| 黒人                                      | 黒人                                      |                                           | 0.6%                                      | 0.6%                                      |
| その他の有色人種                          | その他の有色人種                          |                                           | 1.3%                                      | 1.3%                                      |

ニューブランズウィック州（ニューブランズウィックしゅう、英: New Brunswick [njuː ˈbɹʌnz.wɪk]、仏: Nouveau-Brunswick [nu.vo.bʁœn.swik], ケベック・フランス語: [nu.vo.bʁɔn.zwɪk] ( 音声ファイル)）は、カナダ東部の大西洋に面する州。 フランス語での名称はヌーヴォーブランズウィック州。アカディア人などのフランス語を母語とする住民が人口の約3割を占め、英語とフランス語の2言語を公用語としている唯一の州である。州都はフレデリクトン。総面積73,500km2、州人口は77万5,610人（2021年国勢調査）。ニューブランズウィックとは英語で「新たなブラウンシュヴァイク」を意味する。

## 歴史
ヨーロッパからの移民以前より、ミクマク族（Micmacs、Mi'kmaq）、マリシート族（Maliseet）などの狩猟と採集を営む先住民族が住んでいた。その後フランス植民地時代よりフランス系の移民の多く住む「アケイディア(英)(Acadia）」または「アカディー（仏）Acadie)」と呼ばれていた。仏領ヌーベル・フランス（現:ケベック州）と英領ニューイングランドの間に位置するアケイディアの領有権は北米植民地の覇権を争う二国の間を度々行き来し、1755年、フレンチ・インディアン戦争勃発を機に、英国はフランス系住民（アケイディアン（英）Acadiansまたはアカディアン／アカディエンヌ（仏））に対し、英国に忠誠を誓うことを強制した。これを拒否し、あくまで中立を固持したフランス系住民に対し、英国軍は1755年から1763年までにその住居を焼き、フランス本国または英国植民地に強制送還するという、現代の国際法の観点から見ると大変非人道的な措置を取った。この事件は「大艱難」（英：Great Upheaval、Great Expulsion、Deportation、または Acadian Expulsion）と呼ばれる。強制送還を逃れたフランス系住民の多くは先住民の手を借りて仏領ヌーベル・フランスに逃亡した。なお、現米国・ルイジアナ州にあたる地域に定住した人々の子孫が今日のケイジャンである。
独立の機運の高まっているアメリカよりイギリス本国に忠誠を尽くす「ロイヤリスト（王党派）」が南よりやってきて、1784年にニューブランズウィック植民地が創設され、ノバスコシアからの分離が実現した。
強制送還されたアケイディアの人々の多くは1763年ごろから旧アケイディアに帰還し、イギリス系住民の居住地を避けて旧アケイディアより北のニューブランズウィック州、ノバスコシア州、プリンスエドワード島沿岸部に定住した。ニューブランズウィック州では、南東部沿岸（モンクトン、シェディアック Shediac付近）、北部沿岸、およびセント・ジョン川（Saint John River）流域のマダワスカ郡がそれにあたる。年配のフランス系住民の間では現在に至るまで英国および英語を母国語とする住民に対する反感が根強い。
ニューブランズウィックは1867年のカナダ自治領（Dominion of Canada）の成立した当初の4州のうちの一つである。
1969年にカナダの州としては初めて英語に加えてフランス語を公用語に制定し、特にそれまで劣勢に置かれていたフランス語の保護政策が取られている。

## 地理
北東部と南部で大西洋に一部面していて、北はレスティグーシュ川を挟みケベック州と接している。南東部のシグネクト地峡 （Isthmus of Chignecto）でノバスコシア州と、コンフェデレーション橋によってプリンスエドワードアイランド州とつながっている。また西部はアメリカのメイン州に接している。

## 言語

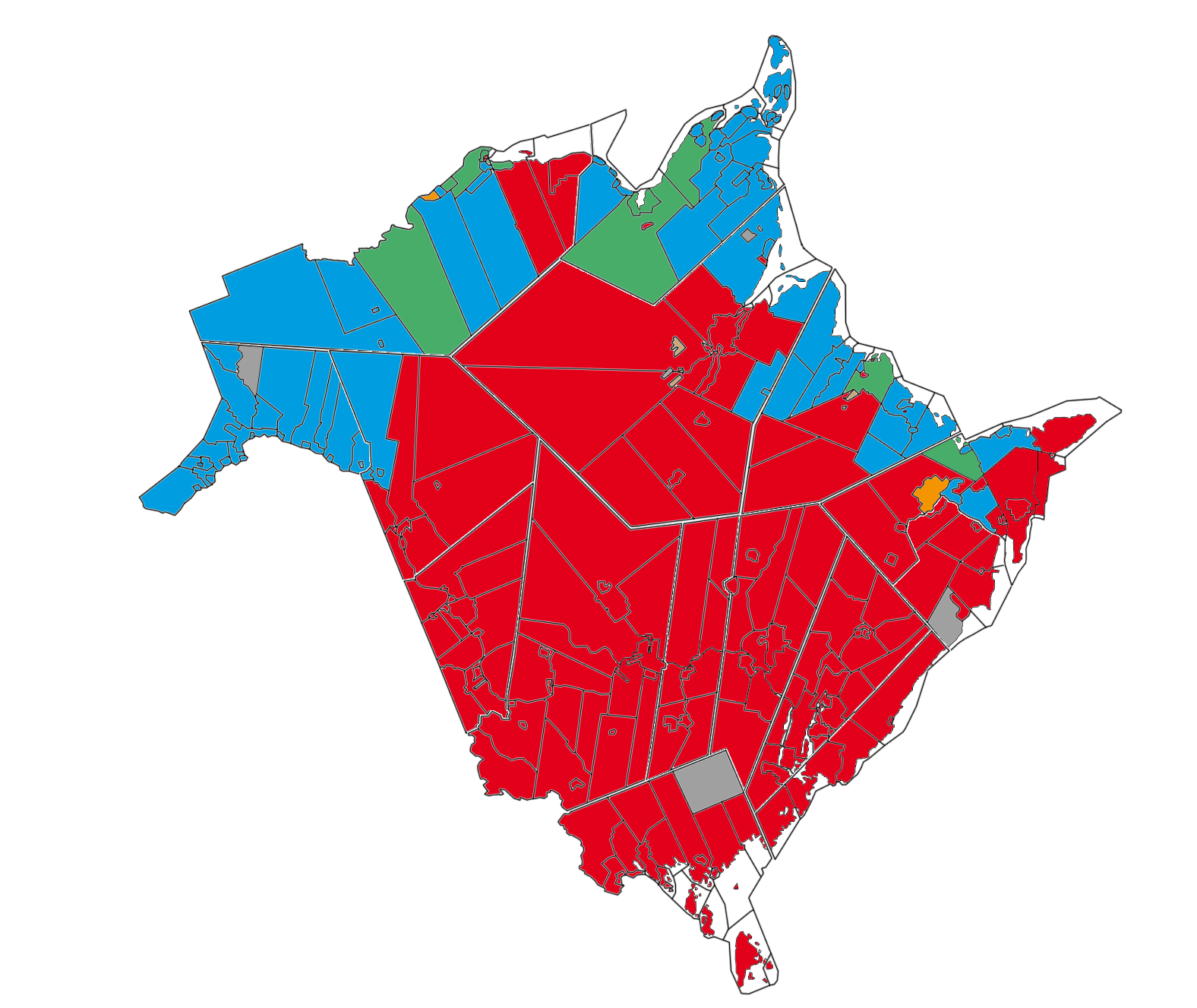
州内母語話者分布図。青が仏語圏、赤が英語圏。緑が仏語優勢、黄色が英語優勢地域

カナダの州の中で唯一仏語と英語が共に公用語に指定されている州となっている。公用語法は1969年に制定された。それまではフランス語圏の北部とそれ以外の英語圏で断絶しており、フランス語系住民が不当に扱われていたが、これにより英語と仏語が完全に同等の権利を有すると制定されている。
マダワスカ郡(仏語92%)、グロスター郡(仏語84%)、レスティグーシュ郡(仏語64%)等の州北部とケント郡(仏語84%)等のセントローレンス湾に近い東部地域はフランス語圏、ヨーク郡(英語85%)やセントジョン郡(英語90%)、キングス郡(英語93%)等の州南部は英語圏、モンクトンがあるウエストモーランド郡(仏語52%、英語41%)がバイリンガル圏とおおまかに分けることができる。全人口で見るとセントジョンとフレデリクトンを抱える英語が65.58%を占めており、フランス語は31.90%と少ない。
ケベック州に近いフランス語圏地域ではケベック人としての帰属意識が強く、現在でも英語を理解できない層も少なくなく南部中心の英語系住民との対立が存在する。一方、二か国語話者はカナダ国内の中では高くなっておりおよそ3割近くの住民が両言語を話すことができる。ただ、英語系住民の仏語理解度は仏語系住民の英語理解度に比べると低く、特に南部の英語話者のフランス語理解度は依然として低い。英語系住民にとっては州の予算配分や公的機関においては業務には仏語が必須となること等から就業の機会等の面で不満も少なくなく、二か国語による公用語制度はカナダ国内と同じ問題を抱え常に緊張感をはらんでいる。
3大都市の中ではモンクトンはカナダで初めての公式な英仏バイリンガル都市を宣言しフランコフォンサミットの開催やアフリカ諸国等のフランス語圏からの移民受け入れ等でフランス語の存在感が増している、一方、フレデリクトンとセントジョンは英語圏となっている。

## 主な都市
州内最大の都市は人口71,889人、都市圏人口144,810人のモンクトンで次いでセント・ジョン（人口67,575人、都市圏人口126,202人）となっており、州都のフレデリクトン（人口58,220人、都市圏人口101,760人）は3番目の都市である。2011年まではセント・ジョンの方が人口が多かったが人口減少が続きモンクトンが逆転している。都市圏人口は2011年時点でもモンクトンの方が多かったので2016年以降は名実ともに州内最大の都市はセント・ジョンからモンクトンとなった。モンクトンは人口減少が続く大西洋諸州の中ではハリファックス、フレデリクトンと並び人口増加が続いている数少ない都市である。
（）内は2006年時の住民の母語の割合。人口は2016年。
都市
- モンクトン (Moncton) - 71,889人（英語64.3%、フランス語33.4%）
- セント・ジョン (Saint John) - 67,575人  （英語90.3%、フランス語5.2%）
- フレデリクトン (Fredericton) - 58,220人（英語86.3%、フランス語6.7%）
- ディエップ (Dieppe) - 27,304人（英語22.8%、フランス語74,2%）
- ミラミチ (Miramichi) - 17,537人（英語89.2%、フランス語8.2%）
- エドモンストン (Edmundston) - 16,580人（英語4.6%、フランス語93.4%）
- バサースト (Bathurst) - 11,897人（英語46.3%、フランス語50.6%）
- キャンベルトン (Campbellton)  - 6,883人（英語40.7%、フランス語55.5%）

その他の自治体
- リバービュー (Riverview) - 19,667人（英語91.0%、フランス語7.3%）
- ローゼイ (Rothesay) - 11,659人（英語91.9%、フランス語4.8%）
- シッペガン (Shippagan)- 2,580人（英語2.7 %、フランス語95.9 %）
- ハートランド (Hartland) - 957人（英語97.8%、フランス語1.1%）

など

## 教育

### 大学
- ニューブランズウィック大学（英語版）（University of New Brunswick, UNB、英語）　 フレデリクトン及びセント・ジョン
- モンクトン大学（英語版）（Université de Moncton、仏語） モンクトン
- セントトーマス大学（英語版）（St. Thomas University、英語） フレデリクトン
- マウント・アリソン大学（英語版）（Mount Allison University、英語） サックビル

### コミュニティカレッジ
- ニューブランズウィック・コミュニティカレッジ（New Brunswick Community College） フレデリクトン、バサースト、シッペガン他

## 交通
空港
- フレデリクトン国際空港（Fredericton International Airport、IATA空港コード：YFC、ICAO空港コード：CYFC）
- グレーターモンクトン国際空港（Greater Moncton International Airport、IATA空港コード：YQM、ICAO空港コード：CYQM）

## ギャラリー

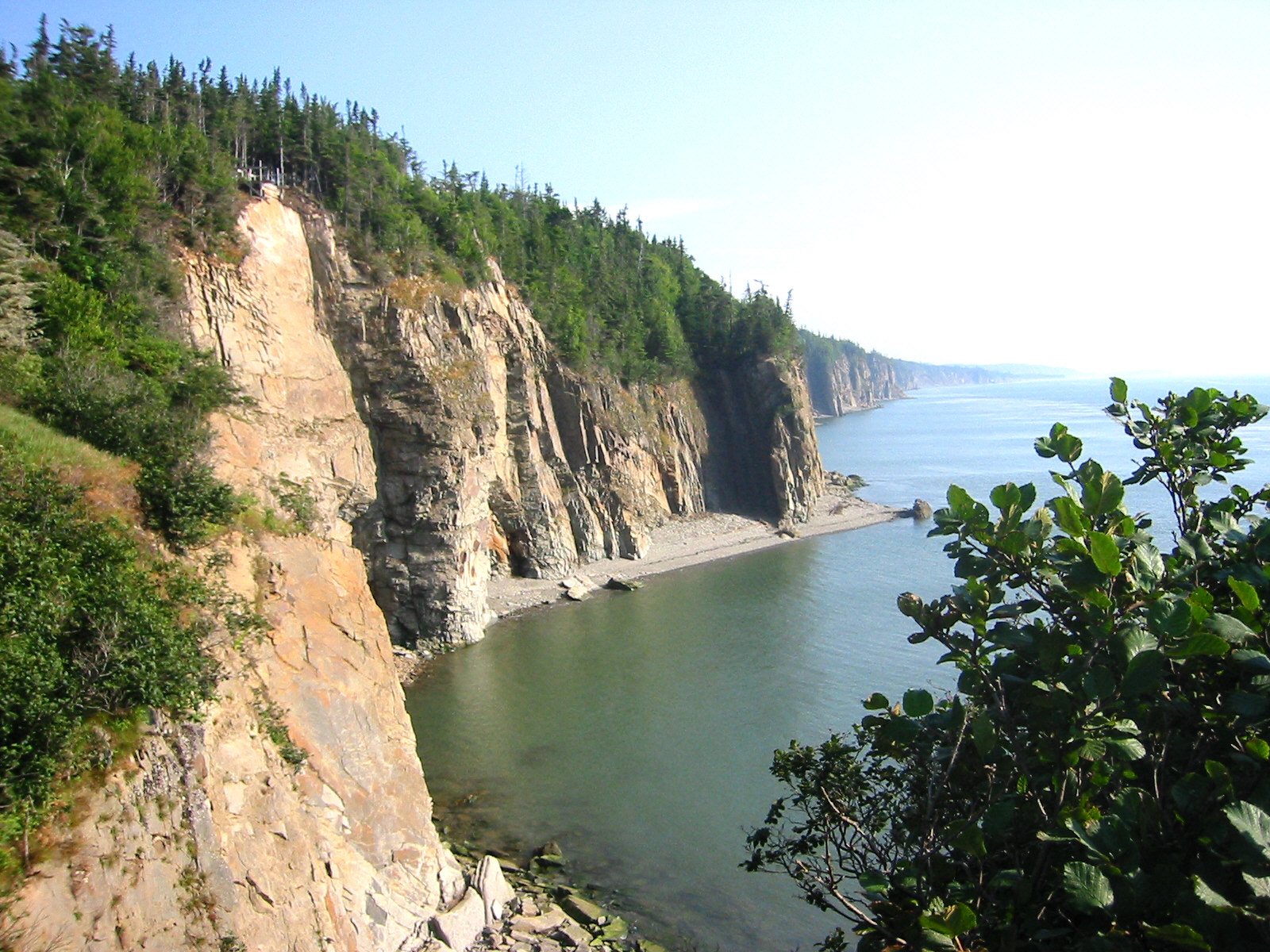
ファンディ国立公園近くにあるエンレイジ岬の絶景
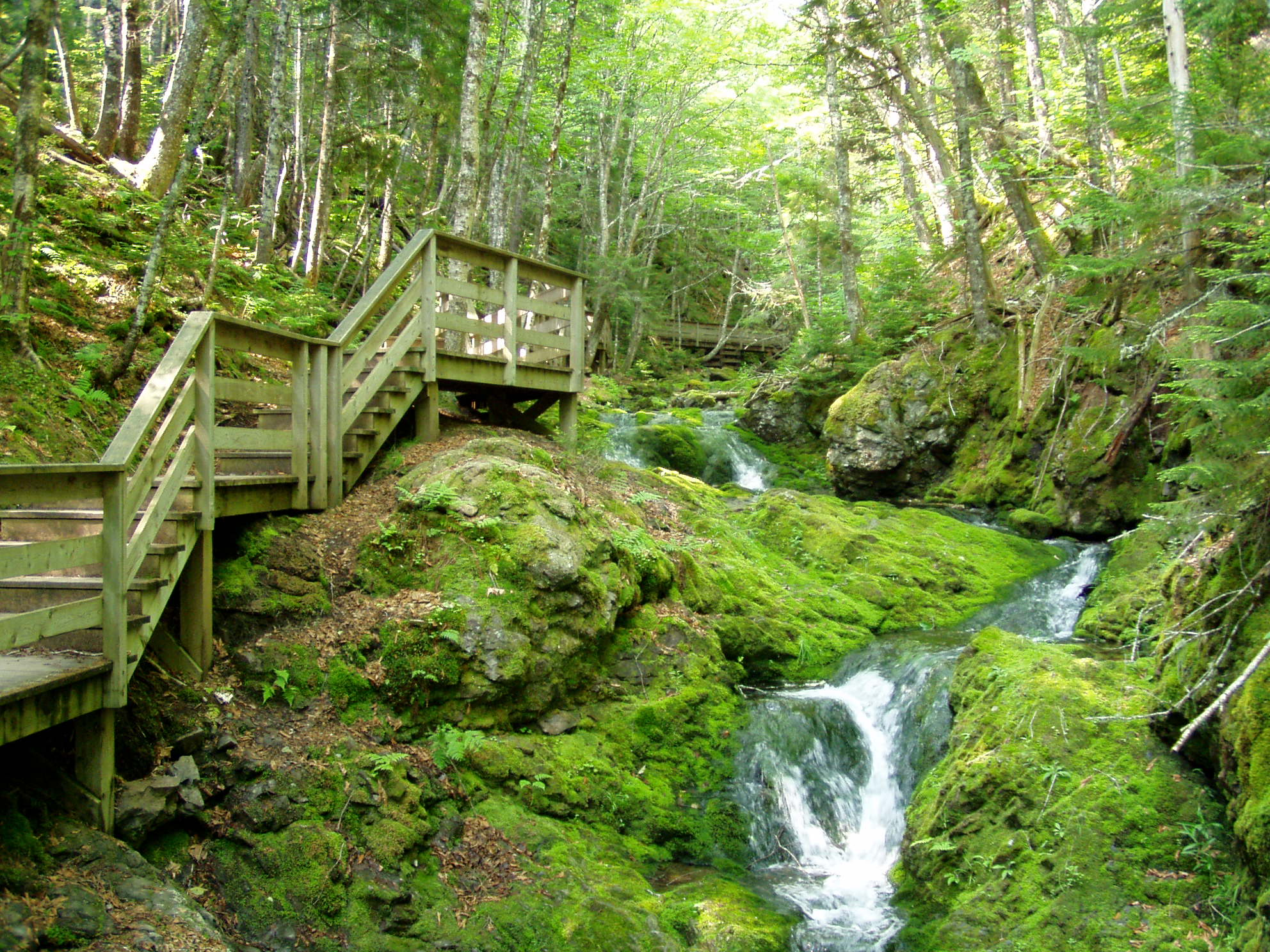
ファンディ国立公園内のディクソン・フォールズ
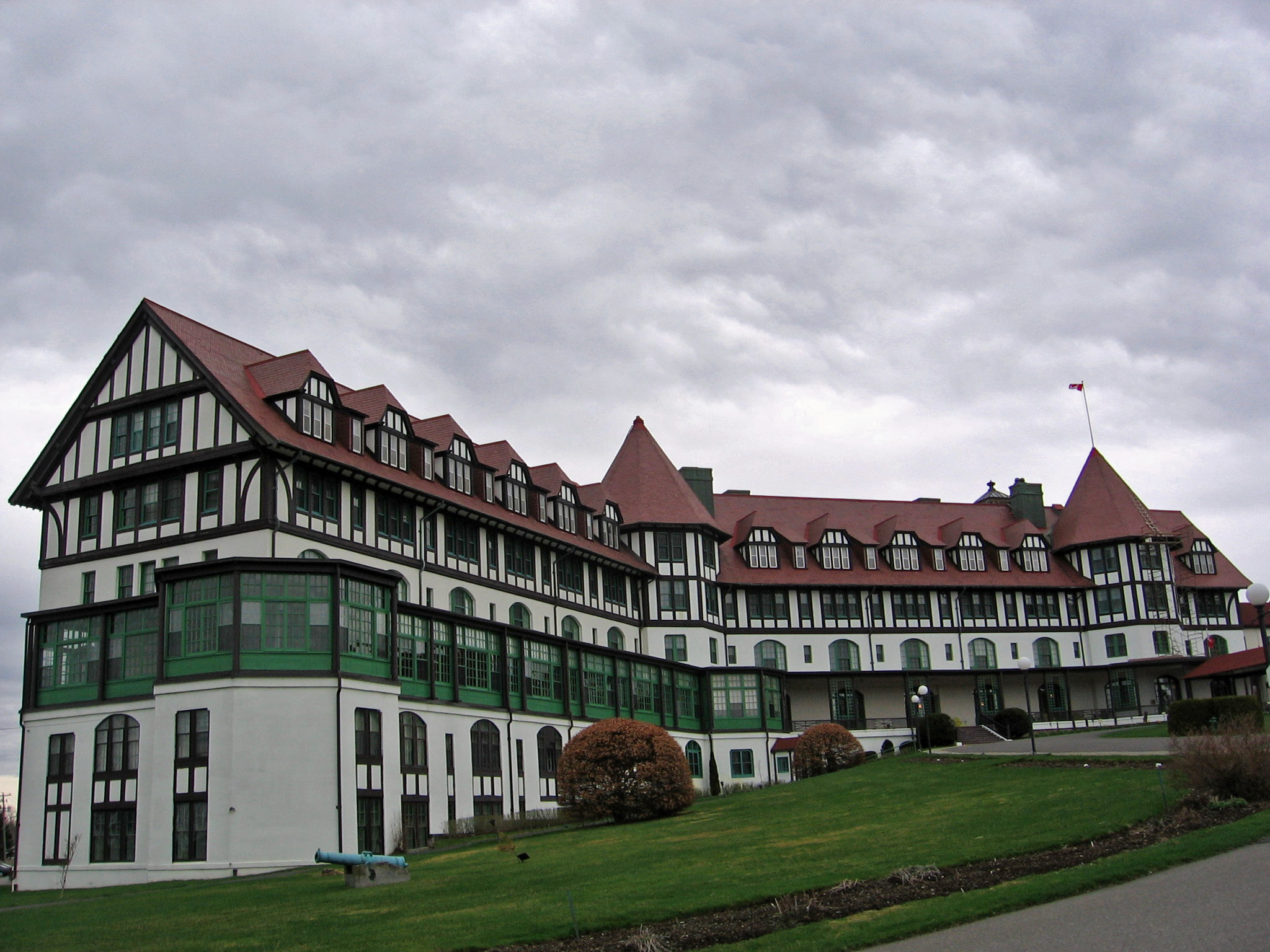
アルゴンキン・ホテル